# Parasynegia diffusaria
Parasynegia diffusaria là một loài bướm đêm trong họ Geometridae.